# José Marengo
José Antonio Marengo Orsini es un científico peruano radicado hace más de veinte años en Brasil. Se dedica principalmente al estudio del calentamiento global. Ha colaborado en varios oportunidades con el IPCC y es uno de los revisores del Grupo de Trabajo 1 del Sexto Informe de Evaluación del IPCC.

## Trayectoria
Se graduó en Física y Meteorología en la Universidad Nacional Agraria La Molina de Perú y obtuvo su posgrado en Ingeniería de Recursos del agua y de la Tierra en la misma universidad. Se doctoró en Meteorología en la Universidad de Wisconsin. Desarrolló estudios posdoctorales en el Instituto Goddard de Estudios Espaciales de la NASA y en las universidades de Columbia y de Florida.
José Marengo ha desarrollado una importante actividad en el campo del calentamiento global. Es científico senior y profesor titular del Instituto Nacional de Investigaciones Espaciales (INPE) de Brasil, donde coordina el Grupo de Estudios e Investigaciones sobre Cambio Climático, además de haber sido coordinador científico de la previsión climática y jefe de la división de Ciencia Natural del Centro de Ciencia del Sistema Terrestre del INPE.
Desde hace muchos años es parte del equipo del Grupo Intergubernamental de Expertos sobre el Cambio Climático (IPCC), donde participa de la elaboración de sus informes y donde recibió, junto con el grupo, del Premio Nobel de la Paz de 2007. Fue copresidente del Grupo de Trabajo sobre Datos y Escenarios para Evaluación de Impacto y Clima (TGICA) del Cuarto Informe de Evaluación del IPCC y el único representante de Brasil que participó de la redacción de la versión final del Resumen para responsables de políticas. Es uno de los cuatro autores principales del Grupo de Trabajo I del Quinto Informe, y fue uno de los coordinadores del capítulo sobre América Latina y el Caribe. Participó también como revisor del Capítulo 6: Forzadores climáticos de vida corta del Sexto Informe del IPCC. 
Es miembro de varios otros paneles y grupos de trabajo de alto nivel sobre los cambios climáticos en Brasil y en el exterior, como el Global Water System Project, el Variability of the American Monsoon Systems, del grupo de trabajo Climate and Ocean: Variability, Predictability and Change (VAMOS-CLIVAR), vinculado al World Climate Research Programme, y la Red Brasileña de Investigaciones sobre Cambio Climático Global (Red Clima). Representa la Red Clima en el Consejo Director del Panel Brasileño de Cambios Climáticos, siendo uno de los autores del Primer Informe de Evaluación Nacional sobre Cambio Climático. Ocupa aún el cargo de jefe de la División de Investigaciones del Centro Nacional de Monitorización y Alertas de Desastres Naturales, vinculado al Ministerio de la Ciencia, Tecnología e Innovación de Brasil. Es miembro titular de la Academia Brasileña de Ciencias y de la Academia de Ciencias del Estado de São Paulo.
Tiene una vasta bibliografía científica publicada y ha sido un importante interlocutor con la sociedad civil acerca de los desafíos colocados por el calentamiento global, siendo frecuentemente entrevistado por medios de gran circulación e invitado para dar charlas.
En una entrevista de 2014, expresó sus preocupaciones sobre el problema del cambio climático de la siguiente manera:

El principal recado es que ya llegó el tiempo de actuar y no da para esperar más. Si no se hace nada en las próximas dos décadas, podrá no ser posible hacer adaptación. Los riesgos del impacto del cambio climático son como una enfermedad, que es diagnosticada y debe ser tratado en el comienzo si es posible, en algunos casos, hasta curarla. Pero si es diagnosticada y recién se trata en el estado final, aunque se tengan todos los recursos, si está fuera de control no se la puede tratar y curar. No hay cómo combatir el cambio climático, porque el calentamiento va a continuar. Pero es posible al menos atenuar sus efectos.